# D. Mark McCoy
D. Mark McCoy (Buckhannon, 1964) is een Amerikaans componist, muziekpedagoog en dirigent.

## Levensloop
McCoy studeerde muziek aan de Shepherd Universiteit in Shepherdstown en behaalde daar zijn Bachelor of Music. Vervolgens studeerde hij aan het bekende Peabody Institute of the Johns Hopkins University in Baltimore, waar hij zijn Master of Music in orkestdirectie behaalde. Hij slot zijn studies af aan de Texas Tech University in Lubbock, waar hij compositie bij Gene Biringer, Mary Jeanne van Appledorn en Steven Paxton studeerde en promoveerde tot Ph.D. (Philosophiæ Doctor) met de proefschrift Act I of the contemporary Opera: HOSTAGES TO FORTUNE.
Van 1993 tot 1995 was hij docent aan de Texas Tech University in Lubbock. Vanaf herfst 1995 werd hij docent aan de Shepherd Universiteit in Shepherdstown en dirigent van de harmonieorkesten, het Shepherd Orchestra, het Two Rivers Chamber Orchestra en verschillende jazz-ensembles aan dit instituut. Met de ensembles speelde hij voor politieke autoriteiten van de staat West Virginia en het Amerikaans Congres, maar was ook op concertreizen door de Verenigde Staten tijdens de "Ellington Tribute Tour", Frankrijk, Engeland en nam deel aan het bekende jazz-festival in het Zwitserse Montreux in de zomer van 2003. Vervolgens verzorgde men ook nog concerten in Italië, in Florence en Rome. Het van hem dirigeerde Shepherd Wind Ensemble kreeg uitnodigingen voor concerten in de Carnegie Hall (2005), naar Ierland (2001) met optredens in Cork, Limerick, Waterford, Tramore en Dublin en naar Spanje en Duitsland in 2006. Aan de Shepherd Universiteit werd hij hoofd van de afdeling muziek en theater. 
Sinds 1 augustus 2011 is hij decaan van de School of Music aan de DePauw University in Greencastle. 
Als componist schreef hij voor verschillende genres zoals voor muziektheater (opera, operettes, musicals), werken voor harmonieorkest, jazzensemble en filmmuziek. Hij is lid van de West Virginia Music Educators Association (WVMEA), National Association for Music Education, de voormalige: Music Educators National Conference (MENC) en International Association for Jazz Education (IAJE). 

## Composities (Uittreksel)

### Werken voor harmonieorkest
- 2004 A Symphony for Salem, 1692, voor harmonieorkest - première: 2 december 1992 door het Peabody Wind Ensemble o.l.v. Harlan D. Parker
  1. The Dance
  2. Scenes from the Village (The Accused)
  3. The Trial
  4. The Question
- Band Dances
- Symfonie nr. 2, voor harmonieorkest

### Muziektheater

#### Opera's
| Voltooid in | titel               | aktes       | première | libretto |
| ----------- | ------------------- | ----------- | -------- | -------- |
| 1995        | Hostages to Fortune | 2 bedrijven |          |          |

#### Musical
- Ann of Green Gables

### Filmmuziek
- The Secret Garden